# Armee der Revolutionäre
Die Armee der Revolutionäre (arabisch جيش الثوار Dschaisch ath-Thuwwar, DMG Ǧaiš aṯ-Ṯuwwār) ist ein Zusammenschluss mehrerer in der Freien Syrischen Armee organisierter Gruppen, darunter die kurdischen Einheiten Dschabhat al-Akrād und Katāʾib Schams asch-Schimāl, die im Bürgerkrieg in Syrien kämpfen. Sie wurde im Mai 2015 gegründet und agiert vorrangig im Norden Syriens.  Einer ihrer Kommandanten ist Ramy al-Agha (2018).
Im Oktober 2015 formierte sie sich mit den kurdischen Volksverteidigungseinheiten (YPG) und dem assyrisch-aramäischen Militärrat der Suryoye (MFS), der Miliz des sunnitischen Schammar-Stammes Quwwat as-Sanadid und weiteren Einheiten zu den Demokratischen Kräften Syriens.